# Purulia
Purulia est une ville indienne située dans le district de Purulia dans l’État du Bengale-Occidental. En 2011, sa population était de 126 894 habitants.